# Carole Cadwalladr
Carole Jane Cadwalladr (wym. kædˈwɒlədər) (ur. 10 października 1969) – brytyjska pisarka, dziennikarka śledcza i felietonistka. Jest autorką felietonów dla The Observer. Wcześniej pracowała w The Daily Telegraph.
Cadwalladr zyskała międzynarodowy rozgłos w 2018, w związku z publikacjami ujawniającymi skandal związany z danymi Facebook–Cambridge Analytica, za co, wspólnie z reporterami „New York Timesa”, została finalistką Nagrody Pulitzera w 2019, w kategorii reportaż krajowy.

## Dzieciństwo i edukacja
Cadwalladr urodziła się w Taunton, Somerset. Wychowała się w południowej Walii. Ukończyła szkołę Radyr Comprehensive School w Cardiff i Hertford College w Oksfordzie.

## Aktywność zawodowa
Debiutancka powieść Cadwalladr, The Family Tree (pol. Drzewo genealogiczne), znalazła się na krótkiej liście nominacji do Commonwealth Writers' Prize 2006, Authors' Club Best First Novel Award, Waverton Good Read Award i 
Wales Book of the Year. Na podstawie powieści powstał udramatyzowany  pięcioodcinkowy serial dla BBC Radio 4. Książka The Family Tree została przetłumaczona na wiele języków, m.in. na hiszpański, włoski, niemiecki, czeski i portugalski.
W drugiej dekadzie XXI wieku jej prace dziennikarskie koncentrowały się na zagadnieniach związanych z technologią. M. in. przeprowadziła wywiad z Jimmym Walesem, założycielem Wikipedii.
Pod koniec 2016 The Observer zaczął publikować obszerną serię artykułów Cadwalladr na temat tego, co nazwała „prawicowym ekosystemem fake newsów”.
Anthony Barnett napisał na blogu The New York Review of Books o artykułach Cadwalladr w The Observer, w których opisano nieuczciwe praktyki ze strony działaczy na rzecz Brexitu oraz nielegalne finansowanie kampanii Vote Leave podczas referendum w sprawie członkostwa w UE w 2016. Informowała również o domniemanych powiązaniach między Nigelem Farage'em, kampanią prezydencką Donalda Trumpa z 2016 i rosyjskim wpływem na wybory prezydenckie w 2016, które były przedmiotem śledztwa w Stanach Zjednoczonych. W tym zakresie powstał Raport Muellera, który „ujawnił liczne powiązania między rządem rosyjskim a kampanią Trumpa”. Zanim Cambridge Analytica zakończyła działalność w 2018, firma podjęła kroki prawne przeciwko The Observer w związku z twierdzeniami zawartymi w artykułach Cadwalladr.
W kwietniu 2019 Cadwalladr wygłosiła 15-minutowe wystąpienie na konferencji TED na temat powiązań Facebooka z Brexitem, zatytułowane „Rola Facebooka w Brexicie — i zagrożenie dla demokracji”. Było to jedno z wystąpień otwierających konferencję TED 2019, podczas którego Cadwalladr wymieniła z imienia i nazwiska „Bogów Doliny Krzemowej – Marka Zuckerberga, Sheryl Sandberg, Sergeya Brina, Larry'ego Page'a i Jacka Dorseya”. Oskarżyła Facebook o „łamanie” demokracji, co zostało określone mianem „bomby prawdy”. Kurator TED, Chris Anderson, zaprosił Marka Zuckerberga, aby wygłosił swoją opinię, ale ten odrzucił propozycję. Anderson później uznał wystąpienie Cadwalladr za jedno z najlepszych w 2019. Cadwalladr zwróciła się do założycieli Facebooka i Google - którzy sponsorowali konferencję - oraz do współzałożyciela Twittera, który miał wystąpienie na konferencji, że ułatwili popełnienie wielu przestępstw podczas referendum w UE. Tezy z przemówienia podsumowała w artykule w The Observer: „W obecnej sytuacji nie sądziłam, że kiedykolwiek możliwe będzie przeprowadzenie wolnych i uczciwych wyborów. Ta liberalna demokracja została złamana. I oni ją złamali”. Jej przemówienie zostało nagrodzone brawami. Niektórzy „giganci technologiczni” skrytykowali wystąpienie za „nieścisłości faktyczne”, ale gdy zostali poproszeni o ich własną interpretację, nie odpowiedzieli.
W 2019 Cadwalladr wystąpiła w filmie dokumentalnym The Great Hack (pol. Hakowanie świata), w jednej z głównych ról.

### Inne aktywności
Cadwalladr jest założycielką „All the Citizens”, organizacji non-profit zarejestrowanej jako prywatna spółka z ograniczoną odpowiedzialnością z siedzibą w Wielkiej Brytanii. Organizacja składa się z dziennikarzy, filmowców, twórców reklam, naukowców zajmujących się danymi, artystów, studentów i prawników. Celem organizacji jest finansowanie poszczególnych projektów i kampanii z wykorzystaniem crowdfundingu.
W 2023 Cadwalladr opublikowała list otwarty, w którym chwaliła Carol Vorderman za mówienie o „korupcji i oszustach, malwersantach, spryciarzach i naciągaczach, którzy zostali oskarżeni o zarabianie milionów na kontraktach rządowych, oraz ministrach, którzy im to umożliwili... nikt inny tego nie robi”.
W 2025, po zmianach w administracji amerykańskiej w związku z objęciem urzędu prezydenta Stanów Zjednoczonych przez Donalda Trumpa, Cadwalladr określiła, że dokonał się cyfrowy zamach stanu.

To jest cyfrowy zamach stanu. Zamach na dane. To, czego cyberoddziały [Elona] Muska - najemnicy - dokonały, to przejęcie kontroli nad systemami operacyjnymi rządu federalnego. Ściągnęli lub zebrali wielką ilość danych. To bezprecedensowa skala hakerstwa.
...
Wszystko, przed czym kiedykolwiek ostrzegałam, teraz się dzieje.

## Nagrody dziennikarskie
- Nagroda Dziennikarstwa Technologicznego przyznawana przez British Journalism Awards w grudniu 2017[25][26].
- Dziennikarz specjalistyczny roku 2017 w konkursie National Society of Editors Press Awards[27][28].
- Nagroda Orwella za dziennikarstwo polityczne w czerwcu 2018 (za pracę „na temat wpływu dużych zbiorów danych na referendum w sprawie UE i wybory prezydenckie w USA w 2016”)[29].
- Nagroda Reporterów bez Granic „L'esprit de RSF” w listopadzie 2018 (za pracę nad podważaniem procesów demokratycznych)[30].
- Nagroda George'a Polka(inne języki) za reportaż krajowy 2018 wręczona reporterom New York Times[31].
- Nagroda Stiega Larssona 2018 – coroczna nagroda w wysokości 200 000 koron dla osób pracujących w duchu Stiega Larssona[32].
- Dziennikarka Roku przyznawana przez Political Studies Association(inne języki) w listopadzie 2018 (wspólna nagroda z Amelią Gentleman(inne języki)) za wytrwałość i odporność w uprawianiu „dziennikarstwa śledczego na tematy takie jak dane osobowe”[33].
- Dwie Brytyjskie Nagrody Dziennikarskie 2018 za reportaże i badania technologiczne[34].
- Dziennikarz technologiczny roku w konkursie Society of Editors(inne języki) 2018[35].
- Nagroda Geralda Loeba(inne języki) za dziennikarstwo śledcze za rok 2019[36][37].
- Doroczny Medal Dziennikarstwa Festiwalu Hay(inne języki) w maju 2019 r. „za bohaterskie i rzetelne dziennikarstwo śledcze”[38].
- Finalistka Nagrody Pulitzera 2019 w kategorii reportaż krajowy, przyznawanej wspólnie z reporterami „New York Timesa”, za relację ze skandalu związanego z firmą Cambridge Analytica[3].

Za reportaż o tym, jak Facebook i inne firmy technologiczne pozwoliły na rozprzestrzenianie się dezinformacji i nie chroniły prywatności konsumentów, co doprowadziło do kradzieży przez Cambridge Analytica prywatnych informacji 50 milionów osób, danych, które zostały wykorzystane do wzmocnienia kampanii Donalda Trumpa.

.
- Zwyciężczyni nagrody Quaker Truth & Integrity Award 2023[39].

## Publikacje
- Carole Cadwalladr: Lebanon (Travellers Survival Kit). Vacation Work, 1996, s. 254. ISBN 1-85458-147-3. (ang.).
- Carole Cadwalladr: The Family Tree: A Novel. Penguin, 2005, s. 400. ISBN 978-1-4406-4951-6. (ang.).